# The Showgrounds (Coleraine)
The Showgrounds – stadion piłkarski znajdujący się w Coleraine, na którym swoje mecze rozgrywa zespół Coleraine F.C. Pierwszy mecz odbył się na nim w czerwcu 1927 roku, wielokrotnie był modernizowany. Rekord frekwencji padł w 1982 podczas meczu o Puchar Zdobywców Pucharów z Tottenhamem Hotspur; spotkanie obejrzało 12 500 widzów.